# Powiat Gryfiński
Der Powiat Gryfiński ist ein Powiat (Kreis) im Südwesten der polnischen Woiwodschaft Westpommern, der flächenmäßig der größte der Woiwodschaft ist. Der nördliche Teil mit vier Gemeinden umfasst den einstigen Kreis Greifenhagen und gehört auch historisch zu Pommern. Im Süden umfasst er den größten Teil des einstigen Kreises Königsberg in der ehemaligen Neumark.

## Gemeinden
Der Powiat Gryfiński umfasst insgesamt neun Gemeinden: sechs Stadt-und-Land-Gemeinden (SL) und drei Landgemeinden (L):
– historisch zu Pommern: –
- Banie (Bahn) – (L)
- Gryfino (Greifenhagen) – (SL)
- Stare Czarnowo (Neumark ← Nienmarkt ← Cirnowe) – (L)
- Widuchowa (Fiddichow ← Uiduchoua) – (L)

– ehemals zur Neumark: –
- Cedynia (Zehden) – (SL)
- Chojna (Königsberg in der Neumark) – (SL)
- Mieszkowice (Bärwalde) – (SL)
- Moryń (Mohrin) – (SL)
- Trzcińsko-Zdrój (Bad Schönfließ) – (SL)

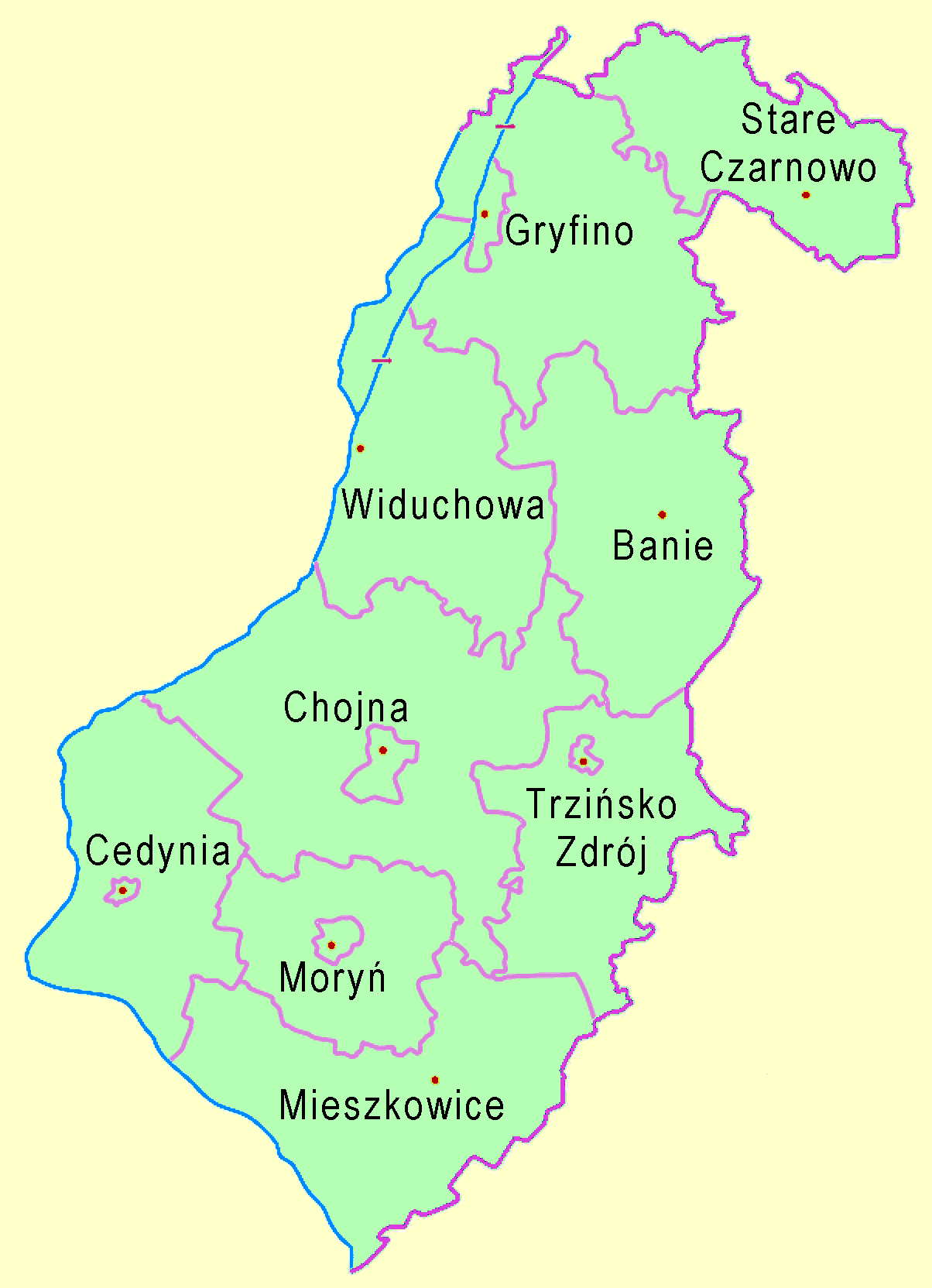
Verwaltungseinteilung des Powiat Gryfiński

## Nachbarlandkreise
| Powiat Policki Pölitz | Stettin                                     | Powiat Stargardzki Stargard |
| Brandenburg           | Kompassrose, die auf Nachbargemeinden zeigt | Powiat Pyrzycki Pyritz      |
|                       |                                             | Powiat Myśliborski Soldin   |

## Metropolregion Stettin
Der Powiat wird seit 2012 aktiv durch Kooperationen innerhalb des Ballungsraumes der Metropole Stettin als Teil einer europäischen Metropolregion entwickelt, das gemeinsame Entwicklungskonzept wurde im Juni 2015 vorgestellt.